# Lucas Nijsingh (1781-1863)
Lucas Nijsingh (Westerbork, 7 maart 1781 - aldaar, 11 juni 1863) was een Nederlandse politicus.

## Leven en werk
Nijsingh was een zoon van de schulte van Westerbork Jan Tijmen Nijsingh en Wilhelmina Alingh. Van moederszijde was hij een kleinzoon van de schulte van Gasselte, Jan Alingh. Van vaderszijde waren al zijn voorvaders in rechte lijn schulte van Westerbork geweest. Zijn oudst bekende voorvader Luitge Nijsingh werd in 1566 door Eigenerfden en Ridderschap van Drenthe aangesteld tot schulte van Westerbork en in 1575 in deze functie door Filips II.
Nijsingh was evenals zijn broer Jan lid van Provinciale Staten van Drenthe. Zijn broer van 1821 tot 1830 en hij van 1819 tot 1850. Zijn broer was tevens van 1821 tot het jaar van zijn overlijden, 1830, gedeputeerde van Drenthe. In 1832, twee jaar na het overlijden van zijn broer, werd Nijsingh gekozen tot gedeputeerde. Hij vervulde deze functie tot 1850. Nijsingh was Ridder in de Orde van de Nederlandse Leeuw.
De broer van Nijsingh, Hendrik, was schulte, maire en burgemeester van Westerbork.

## Bezit in Westerbork
Nijsingh bezat samen met zijn twee broers (Jan en Hendrik) en twee zusters het Nijssingh-erf in Westerbork, dat van zijn in 1804 overleden vader was geweest. Na zijn overlijden kwam het Nijssingh-erf in 1863 in het bezit van zijn neef Jan Tymen Kymmell. Deze liet de bestaande bebouwing grotendeels slopen en bouwde er een herenhuis dat in Westerbork Kymmell's börchien of Kymmel's burcht werd genoemd. Het huis lag tegenover een bosje, waar later het gemeentehuis van de toenmalige gemeente Westerbork werd gebouwd. Kymmell's burcht werd in 1925 afgebroken.